# 貝梨峠
貝梨峠（かいなしとうげ）は、岩手県八幡平市にある峠。国道282号が経由している。標高は430m。

## 概要
藩政時代、鹿角往来への脇道であったが、明治24年（1897年）新津軽街道（現 国道282号）が開通するさいの経路となった。現在は峠周辺は分水嶺公園として整備されている。
冬季間の貝梨峠（国道282号）は、気象条件次第で通行が著しく困難となる。2024年（令和6年）2月27日には10台以上の車が立ち往生したため、一時通行止となった。

## 参考資料
- 「角川日本地名大辞典」編纂委員会『角川日本地名大辞典 3 岩手県』角川書店、1985年3月8日。ISBN 4040010302。